# Air-France-Flug 422
Der Air-France-Flug 422 war ein Linienflug der Air France, der am 20. April 1998 von Bogotá, Kolumbien, nach Quito, Ecuador führte und damit die letzte Etappe eines Fluges bediente, der in Paris begonnen hatte. Der Flug wurde durch TAME im Auftrag von Air France durchgeführt. Auf diesem Flug kollidierte eine Boeing 727-230 kurz nach dem Start vom internationalen Flughafen El Dorado in Bogotá bei Nebel und schlechter Sicht mit einem Berg östlich von Bogotá. Das Flugzeug gehörte der ecuadorianischen Fluggesellschaft TAME, wurde jedoch im Namen der Air France für die letzte Etappe ihres Fluges von Paris im Rahmen eines Wet-Lease-Vertrags betrieben.

## Maschine

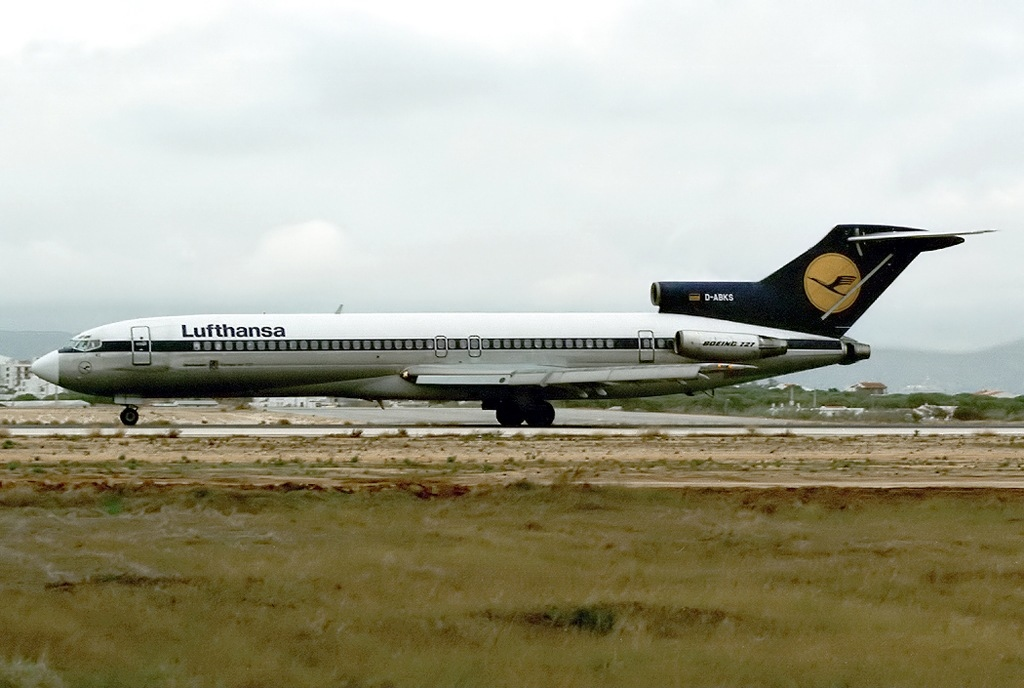
Die Maschine während ihrer Betriebszeit bei der Lufthansa

Bei dem verunglückten Flugzeug handelte es sich um eine Boeing 727-230, die zum Zeitpunkt des Unfalls 19 Jahre und 4 Monate alt war. Die Maschine wurde im Werk von Boeing auf dem Boeing Field im Bundesstaat Washington montiert und absolvierte am 3. Januar 1979 ihren Erstflug, ehe sie am 12. Januar 1979 neu an die Lufthansa ausgeliefert wurde, bei der sie das Luftfahrzeugkennzeichen D-ABKS erhielt. Das Flugzeug trug die Werksnummer 21622, es handelte sich um die 1431. Boeing 727 aus laufender Produktion. Ab dem 9. September 1993 gehörte die Maschine der TAME, bei der sie das neue Kennzeichen HC-BSU erhielt. Das dreistrahlige Schmalrumpfflugzeug war mit drei Triebwerken des Typs Pratt & Whitney JT8D-15 ausgestattet. Bis zum Zeitpunkt des Unfalls hatte die Maschine eine Gesamtbetriebsleistung von 34.586 Betriebsstunden absolviert, auf die 26.475 Starts und Landungen entfielen.

## Insassen und Flugplan
Den Flug von Bogotá nach Quito hatten 43 Passagiere angetreten. Es befand sich zudem eine zehnköpfige Besatzung an Bord. Die dreiköpfige Cockpitbesatzung, bestand aus einem Flugkapitän, einem Ersten Offizier und einem Flugingenieur. Der Flugkapitän hatte 400 Stunden Flugerfahrung mit der Boeing 727 absolviert. Darüber hinaus befanden sich ein Mechaniker und sechs Flugbegleiter an Bord.

## Wetter
Die Sichtweiten betrugen an diesem Tag sieben Kilometer, am Himmel gab es eine unterbrochene Wolkendecke aus Cumulonimbus-Wolken in 2.000 Fuß Höhe. Die Temperatur betrug 16 °C.

## Unfallhergang
Die Besatzung erhielt die Anweisung für einen Abflug auf der Standard-Abflugstrecke Girardot 1 (GIR1), der den Flug einer Rechtskurve nach dem Start zu Zwecken des Lärmschutzes vorsah und einen Weiterflug in südwestlicher Richtung zum Internationalen Flughafen Quito. Die Flugbesatzung führte das Manöver nicht ordnungsgemäß aus. Der Erste Offizier, der als Pilot Flying fungierte, flog die erste Kurve nicht und vergaß, den Transponder nach dem Start einzuschalten, wodurch die Flugsicherung den Abflug nicht unterstützen konnte. Weniger als zwei Minuten nach dem Start von der Startbahn 13L flog das Flugzeug in einer Höhe von 10.100 Fuß mit einer Fluggeschwindigkeit von 260 Knoten in den Berg Cerro el Cable. Alle 53 Personen an Bord starben an den Folgen des Aufpralls und des anschließenden Brandes. Durch das Feuer brannte auch eine gut 900 Quadratmeter große Waldfläche nieder.

## Ursache
Als Unfallursache wurde ein Verlust des Situationsbewusstseins durch die Besatzung festgestellt. Dieser habe dazu geführt, dass die Flugverfahren für einen GIR 1-Abflug nicht eingehalten wurden. Die Maschine sei infolge der Abweichung vom vorgeschriebenen Flugkurs mit dem Gelände kollidiert.